# 原田信種
原田 信種（はらだ のぶたね）は、安土桃山時代の武将、大名。大蔵氏嫡流である原田氏の第80代当主。筑前高祖山城（高祖城）主。通称は五郎、下総守。子に嘉種、種房。

## 生涯

### 龍造寺氏麾下
実父は肥前松浦の草野鎮永（宗揚)。国衆である肥前草野氏は龍造寺氏に従属したため、永禄11年（1568年）頃より五郎は人質として佐賀に入った。
宗揚の兄・種門が惣領であったが讒言によって謀殺され、弟の親種が継いだものの天正2年（1574年）に大友宗麟に臼杵氏との抗争を責められ自害。その嫡子秀種もすでに戦死していたため、原田了栄（隆種）は、草野家に出ていた次男の子、つまり内孫を養嗣子として迎えた。五郎は原田姓に戻り、宗家の跡を継ぐことになった。同年、元服の際には龍造寺隆信より偏諱の授与を受けて信種と名乗り、同8年（1580年）には隆信の娘（実際には養女か）を妻として娶った。
天正10年（1582年）、信種は龍造寺氏の配下として飯盛城を拠点にして筑前西部の早良郡に勢力を伸ばしていたが、さらに筑紫広門と協力して那珂郡に侵入して砦を築き、兵300を入れて重臣・笠大炊介興長（りゅう おおいのすけ おきなが）を守将とした。同郡で大友方は山田純規が守る猫嶺城（猫峠城）だけであり、立花道雪は養子統虎を将として薦野増時や由布惟明（大炊）、小野鎮幸らを付けて、同城を守るために砦を攻撃させた。4月16日朝、那珂川を渡った立花勢1,000名は二手に分かれて砦を強襲し、原田勢の防戦を撃破して砦を焼いた。笠大炊介らは早良郡に退却した。（岩戸合戦）
天正12年（1584年）、信種は祖父・了栄の重臣達よりも実父の草野宗揚を頼みとして後見を任せて重用していたため、宗揚の専横に家臣団からは不満が上がっていた。信種もすでに後見が必要な年齢ではなく、他家より家中に口出ししてくることを原田の家臣達は快く思わず、草野を斬ろうという者すらあった。この家中分裂の状況を知った岸岳城主波多親（波多信時）は、原田を侮って国境の境をしばしば犯して所領を横領しようとしていたので、信種らは憤慨していた。3月3日の上巳（桃の節句）に祝儀の使者として波多時実（波多掃部助）という者が来て酒席となった際、笠大炊介・勘助（繁種）兄弟と口論となって激しく罵倒され、深江良治・鬼木清甫・有田宗良ら他の老臣が仲裁して帰ったが、波多親は従弟の時実が恥をかかされたと激怒し、3月12日に3,000の兵を持って侵攻。浜崎に草野への押さえとして1,000を残し、2,000を率いて波多親は鹿家（しかか）に陣を布くと、報復として笠大炊介の所領である七山口の民家を焼いて住民200余を殺戮した。これに対して信種も3,000の兵で出陣して吉井岳城に集結し、先手は吉井の浜に陣取った。13日、原田勢の先手1,500が浜伝いに前進して波多勢の先手1,000（波多時実）に襲いかかる。激戦となるが、その最中にさらに信種の後続も鹿家峠を越えて山手より襲いかかり、挟撃を受けた波多勢は敗走。郎党と共に踏み止まって奮戦した波多時実は、笠大炊介に討ち取られた。波多親が兵を再集結しているところに、信種は全軍でこれを攻撃。深江城より深江良治が、吉井城より吉井亮が出撃して加勢したので、波多勢は包囲攻撃を受けて潰走。波多親は突撃して信種と差し違えようとしたが、家臣に止められて、辛くも唐津に脱出した。（鹿家合戦）
他方、奇しくも波多親の鹿家侵攻と同じ3月12日に、龍造寺隆信も島原半島の神代海岸に出陣していて、これを迎え撃った島津家久・新納忠元・伊集院忠棟・赤星統家・有馬晴信らを将とする島津・有馬連合軍と24日に交戦したが、この沖田畷の戦いで龍造寺軍は大敗し、隆信も川上忠堅に首を獲られて討ち死にしてしまった。

### 所領没収とその後
天正13年（1585年）10月、豊臣秀吉が惣無事令を出して九州の諸大名に停戦を命じたが、これに従ったのは大友義統・筑紫広門・立花統虎・高橋紹運のみであった。同族の秋月種実が板並左京亮を島津氏に遣わして服属すると、信種もこれに倣った。（隆信の子）龍造寺政家も人質を出して降ったので、筑後の龍造寺配下の国衆も尽く島津に従った。
天正14年（1586年）3月、島津義久は鹿児島を出陣して肥前侵攻を開始した。島津忠隣らに筑紫広門の篭もる勝尾城を攻囲させ、島津忠長・伊集院忠棟に高橋紹運の篭もる岩屋城を攻囲させる。信種も岩屋城の戦いへの参加を促されるが、富田国茂（大膳亮）・有田宗良・波多江種豊・種時ら家臣を代わりに出陣させた。
同年8月に秀吉の九州征伐が始まると、黒田孝高・安国寺恵瓊を先導に、毛利輝元・吉川元春・小早川隆景の大軍が筑前に上陸した。原田の家臣団は宮部継潤・浅野長政に使者を遣わして降参の意思があることを伝え、信種に降伏を進言したが、信種は拒否して諸城の守りを固めさせた。小早川隆景は高祖城を包囲して降伏を勧告した。信種は依然として島津の援軍を待って籠城する覚悟であったが、寄せ手の中から黒田家の家臣・久野重勝（四郎兵衛）が鴾毛の馬にまたがって一番駆けをしてきたのに驚き、飯盛城の方角に無数の旗指物が立っていて大軍が接近してくるのに肝を潰して、結局は戦わずに投降することを決意した。12月、秀吉はこの手柄を喜び、久野重勝に一番乗りの朱印状を与え、高祖城は毛利勢の三将に与えることにした。信種は城を退去し、高祖城はこの後に破却された。
天正15年（1587年）3月、秀吉が九州に着陣した。信種は4月12日に高良山で秀吉に拝謁して赦免されたが、所領を問われた際に、有りの儘を報告すれば領地過分として没収されると思い、所領を過少に申告した。秀吉は信種に筑後国上妻郡の領主黒木家永の遺領の内、300町分である1万8千石を与え、筑後に国替えとして、隣接する肥後の国持大名とされた佐々成政の与力とした。しかし信種は実は怡土郡・志摩郡・早良郡の3郡を領しており、それを知った秀吉は「小身にては家を立てること無用」と言って、遅参を理由に旧領を没収してしまった。
天正16年（1588年）、肥後国人一揆が起こった責任を取らされて成政が切腹を命じられると、信種は肥後北半国を与えられた加藤清正の与力となった。
文禄元年（1592年）の文禄の役から慶長3年（1598年）の慶長の役まで、清正の配下として朝鮮に出兵した。
『大蔵朝臣原田家歴伝』ではこの慶長3年の第二次蔚山城の戦いにおいて、信種は9月24日に戦死したとする。しかし『大藏姓原田氏編年史料』の広渡正利は、慶長年間の生存を確認できないとして、信種の死没時期は文禄5年（慶長元年）の10月以前と主張している。史料的見地からは広瀬説の方が有力であるが、この頃には清正隊はすでに帰国しており、信種の所在は不明で、死所も未詳である。
一方で、信種には、降倭（朝鮮への降将）となって鉄砲の技術を伝えて日本軍と戦った沙也可（後の金忠善）伝説の実際の人物ではないかという説もあるが、文禄5年まで史料からは存在が確認できるため、信種が沙也可でありえないと考えられる。